# Оре, Луис Херонимо де
Лу́ис Херо́нимо де Оре́ (исп. Luis Jerónimo de Oré, 1554[…], Аякучо — 1630[…], Консепсьон) — перуанский священнослужитель и миссионер, монах ордена францисканцев. Четвёртый архиепископ Чили (1620—1630).
Родился в Перу в знатной семье. Отец — дон Антонио де Оре-Рио был выходцем с Канарских островов, где владел энкомьендой, участвовал в Конкисте. Мать — Луиса Диас Рохас, была дочерью энкомьендейро из провинции Асангаро в Перу. Детство его прошло в деревне Канария, основанной его отцом, население её составляли индейцы, говорящие на кечуа и аймара. Период становления его личности пришёлся на расцвет религиозного движения Таки Онкой. Позднее семья переехала в Уамангу (ныне — Аякучо), где Антонио де Оре получил энкомьенду. Все девятеро детей изъявили желание посвятить себя духовной жизни, так что четверо сыновей стали братьями ордена св. Франциска, а пятеро дочерей стали монахинями монастыря Санта-Клара. Построенный Антонио де Оре, этот монастырь стал вторым основанным в Перу. Отец сам обучал сыновей латыни; в 1571 г. он был назначен коррехидором Уаманги.
Переселившись в Лиму, в 1582—1583 гг. Луис де Оре участвовал в редактировании вероучительных текстов, одобренных поместным собором, в частности, Catecismo para instrucción de los indios. В 1598 г. опубликовал свою главную работу, изданную одновременно на испанском, латинском, кечуа и аймара — Symbolo Catholico Indiano. Этот катехизический труд в течение веков облегчал работу миссионеров в среде аборигенов, плохо владевших испанским языком.
В своей деятельности, де Оре огромное внимание уделял музыке, полагая её действенным средством обращения, причём использовал и индейскую полифонию.
В начале XVII в. отправился в Европу. В 1607 г. в Неаполе вышел его трактат Rituale seu Manuale Peruanorum, предназначенный как первоначальное пособие для миссионеров, направлявшихся в Перу. В Европе он вербовал сторонников для духовного завоевания Флориды, куда был назначен провинциалом францисканского ордена, но не преуспел в этой должности. Около 1612 г. встречался с Инкой Гарсиласо де ла Вега в Кордове. В 1617 г. опубликовал трактат Relación de los mártires que a avido en las provincias de la Florida.
В 1620 г. был назначен Архиепископом Чили, но отправился в Лиму, выехав в свою епархию только в 1623 г. Считал своим долгом посетить все приходы своей епархии, и около года прожил среди арауканов на архипелаге Чилоэ. По возвращении, написал обращение к королю Филиппу IV, где указывал, что для обращения индейцев следует направлять не конкистадоров, а обученных миссионеров. В 1625—1626 гг. в Консепсьоне работал второй поместный собор Чилийской епархии, на котором обсуждались вопросы повышения компетенции клира и миссионерского образования. Скончался в Чили 30 января 1630 г.